# SOFIM
Societe Franco-Italiana Motori - spółka założona w 1977 roku przez Renault i Fiata (kilka lat później Fiat przekazał swoje udziały Iveco). Celem nowego przedsiębiorstwa była produkcja nowej rodziny silników wysokoprężnych dla samochodów osobowych i lekkich dostawczych w nowoczesnej fabryce w Foggii. Pierwszym silnikiem produkowanym od 1978 roku przez nową spółkę był SOFIM 8140 z serii 1 o pojemności 2,45 l i pośrednim wtrysku paliwa, w wersjach z (od 1980 roku) i bez turbo. W 1989 roku wdrożono do produkcji nową serię silników z serii 7 o pojemności 2,5 l z bezpośrednim wtryskiem paliwa. Ostatnia seria 3 silnika 8140 powstała w 1996 roku i charakteryzowała się pojemnością 2,8 l. Zwieńczeniem serii silników 8140 były silniki 8140.43S i 8140.43N. Silnik oznaczony literą S posiadał wtrysk bezpośredni paliwa typu common rail, w jednostce oznaczonej literą N oprócz wtrysku CR zastosowano także turbosprężarkę o zmiennej geometrii łopatek wirnika (VTG). Silniki montowane w samochodach Renault nosiły oznaczenie S8U i S9W. Pod koniec lat 90 XX wieku Renault wycofało się ze spółki odsprzedając udziały firmie Iveco. Po przemianach strukturalnych w grupie Fiata fabryka trafiła do Fiat Powertrain Technologies.
Niektóre silniki SOFIM i przykłady ich zastosowania w samochodach.
| Typ silnika       | Pojemność skokowa [cm3] | Moc maksymalna [KM] ([kW]) przy obr./min | Maks. moment obrotowy [Nm] przy obr./min | Układ i liczba cylindrów | Układ rozrządu/ liczba zaworów | Samochód                                                                                   | Lata produkcji                                              |
| ----------------- | ----------------------- | ---------------------------------------- | ---------------------------------------- | ------------------------ | ------------------------------ | ------------------------------------------------------------------------------------------ | ----------------------------------------------------------- |
| 8140.61           | 2445                    | 72 (53)/4200                             | 147/2400                                 | R4                       | OHC/8                          | Fiat 131 Fiat 132 Fiat Argenta Fiat Campagnola Fiat Ducato Iveco Daily                     | 1978-1983 1978-1981 1981-1985 1979-1987 1981-1989 1978-1990 |
| S8U 720/722       | 2445                    | 71 (52)/4200                             | 150/2200                                 | R4                       | OHC/8                          | Renault Trafic Renault Master                                                              | 1981-1989                                                   |
| 8140.21           | 2445                    | 92 (68)/3800                             | 216/2200                                 | R4                       | OHC/8                          | Fiat Argenta Fiat Ducato Iveco TurboDaily Rayton Fissore Magnum 4x4                        | 1983-1985 1981-1989 1980-1990                               |
| S8U 750           | 2445                    | 92 (68)/3800                             | 216/2200                                 | R4                       | OHC/8                          | Renault Master B90                                                                         | 1986-1990                                                   |
| 8144.21           | 2445                    | 101 (74)/4100                            | 217/2300                                 | R4                       | OHC/8                          | Fiat Croma Lancia Thema                                                                    | 1985-1989 1984-1988                                         |
| 8140.07           | 2499                    | 75 (55)/4200 76 (56)/4000                | 162/2200 165/2400                        | R4                       | OHC/8                          | Fiat Ducato Iveco TurboDaily Renault Trafic Renault Master Renault Messenger Tarpan Honker | 1989-1994 1990-1994 1990-1997 1990-1999 1991-1996           |
| 8144.67           | 2499                    | 75 (55)/4200                             | 162/2200                                 | R4                       | OHC/8                          | Fiat Croma                                                                                 | 1989-1996                                                   |
| S8U (8140.67)     | 2499                    | 80 (59)/4000                             | 155/2200                                 | R4                       | OHC/8                          | Renault Master Opel Movano Nissan Interstar                                                | 1997-2000 1998-2000 1999-2000                               |
| 8140.67           | 2499                    | 84 (62)/4200                             | 164/2400                                 | R4                       | OHC/8                          | Fiat Ducato                                                                                | 1994-1999                                                   |
| 8140.27           | 2499                    | 95 (70)/3800 103 (76)/3800               | 216/2000 225/2000                        | R4                       | OHC/8                          | Fiat Ducato Iveco TurboDaily Renault Messenger Tarpan Honker                               | 1989-1994 1989-1996 1991-1996                               |
| S8U (8140.27)     | 2499                    | 88 (65)/3800 94 (69)/3800                | 200/2200 205/2200                        | R4                       | OHC/8                          | Renault Master                                                                             | 1989-1990 1990-1994                                         |
| 8140.47           | 2499                    | 116 (85)/3800                            | 245/2000                                 | R4                       | OHC/8                          | Fiat Ducato Iveco TurboDaily Renault Messenger                                             | 1994-2002 1994-2000 1994-1996                               |
| 8144.97           | 2499                    | 116 (85)/3900                            | 245/2200                                 | R4                       | OHC/8                          | Fiat Croma Lancia Thema                                                                    | 1989-1996                                                   |
| S8U-762 (8144.97) | 2499                    | 113 (83)/4000                            | 240/2000                                 | R4                       | OHC/8                          | Renault Safrane                                                                            | 1992-1996                                                   |
| 8140.63           | 2799                    | 87 (64)/3800 85 (63)/3800                | 180/2000                                 | R4                       | OHC/8                          | Fiat Ducato Iveco Daily Renault Mascott                                                    | 1998-2000 1996-1999 1999-2004                               |
| 8140.23           | 2799                    | 103 (76)/3600 106 (78)/3600              | 240/1900 235/1900 250/1800               | R4                       | OHC/8                          | Iveco Daily Renault Messenger Renault Mascott                                              | 1996-2000 1996-1999 1999-2004                               |
| S9W (8140.43)     | 2799                    | 115 (84)/3600                            | 260/1800                                 | R4                       | OHC/8                          | Renault Master Opel Movano Nissan Interstar                                                | 1997-2000 1998-2000 1999-2000                               |
| 8140.43           | 2799                    | 118 (87)/3600 122 (90)/3600              | 270/1800 285/1800                        | R4                       | OHC/8                          | Fiat Ducato Citroen Jumper Peugeot Boxer Iveco Daily                                       | 1997-2000 1996-2000                                         |
| 8140.43S          | 2799                    | 127 (93,5)/3600 125 (92)/3600            | 300/1800 290/1800                        | R4                       | OHC/8                          | Fiat Ducato Citroen Jumper Peugeot Boxer Iveco Daily Renault Mascott Intrall Lublin 3 Mi   | 2000-2005 2000-2006 2000-2004                               |
| 8140.43N          | 2799                    | 146 (107)/3600                           | 310/1500 320/1500                        | R4                       | OHC/8                          | Fiat Ducato Citroen Jumper Peugeot Boxer Iveco Daily Renault Mascott                       | 2000-2005 2000-2006 2000-2004                               |